# Don Hutchison
Donald "Don" Hutchison (ur. 9 maja 1971 w Gateshead) – szkocki piłkarz angielskiego pochodzenia występujący podczas rozgrywek na pozycji pomocnika lub napastnika, komentator sportowy, 26-krotny reprezentant Szkocji w piłce nożnej.

## Kariera klubowa
Wychowanek angielskiego klubu Hartlepool United. Rozpoczął w nim zawodową karierę w 1989 roku. Przez całą karierę zawodniczą występował również w zespołach angielskich: Liverpool FC, West Ham United, Sheffield United, Everton FC, Sunderland AFC, Millwall FC, Coventry City oraz Luton Town.
31 marca 1992 roku zadebiutował w First Division jako gracz Liverpool FC w meczu przeciwko Notts County (4:0). Jako jeden z nielicznych zawodników występował podczas swojej kariery zarówno w Liverpoolu jak i w Everton FC. Łącznie w angielskiej ekstraklasie rozegrał 223 spotkania i zdobył 37 bramek. W 2008 roku zakończył karierę zawodniczą jako piłkarz Luton Town (League One), zrzekając się części swojej pensji, którą władzom klubu polecił przekazać na szkolenie juniorów.

## Kariera reprezentacyjna
31 marca 1999 roku zadebiutował w reprezentacji Szkocji w przegranym 1:2 meczu przeciwko Czechom w ramach eliminacji Mistrzostw Europy 2000. Po zajęciu przez Szkocję drugiego miejsca w grupie 9. rozegrała ona dwumecz barażowy o wejście do turnieju finałowego przeciwko Anglii. Hutchison wystąpił w spotkaniu rewanżowym (1:0) w którym zdobył bramkę, jednak awans uzyskała Anglia dzięki wcześniejszemu zwycięstwu 2:0 w Glasgow. Ogółem w latach 1999-2003 Don Hutchison rozegrał w reprezentacji Szkocji 26 spotkań i zdobył 6 goli.

## Życie prywatne
Urodzony w 1971 roku w Gateshead w hrabstwie Tyne and Wear jako syn Szkota i Angielki. W reprezentacji Szkocji zdecydował się występować za namową ojca.